# Вестланд N.1B
Вестланд N.1B (енгл. Westland N.1B) је британски ловачки авион. Први лет авиона је извршен 1917. године. 

Највећа брзина авиона при хоризонталном лету је износила 174 km/h.
Распон крила авиона је био 9,54 метара, а дужина трупа 7,76 метара. Био је наоружан једним митраљезом калибра 7,7 милиметара Викерс и једним Луис.

## Наоружање
| Наоружање авиона: Вестланд     |       |
| Ватрено (стрељачко) наоружање  |       |
| Топ                            |       |
| Митраљез                       |       |
| Број и ознака митраљеза        | 1 + 1 |
| Калибар                        | 7,7   |
| Бомбардерско наоружање (бомбе) |       |
| Ракетно наоружање (ракете)     |       |